# خانه زندی
خانه زندی مربوط به دوره صفوی است و در شهرستان میبد، محله کوچک، کوچه علی‌آباد واقع شده و این اثر در تاریخ ۲۰ اردیبهشت ۱۳۸۶ با شمارهٔ ثبت ۱۹۰۷۷ به‌عنوان یکی از آثار ملی ایران به ثبت رسیده است.